# Campeonato Mundial de Ciclismo em Estrada de 2007
O LXXIV Campeonato Mundial de Ciclismo em Estrada realizou-se na cidade de Stuttgart (Alemanha) entre 26 e 30 de setembro de 2007, baixo a organização da União Ciclista Internacional (UCI) e a União Ciclista de Alemanha.
O campeonato constou de corridas nas especialidades de contrarrelógio e de estrada, nas divisões elite masculino, elite feminino e masculino sub-23; ao todo outorgaram-se seis títulos de campeão.

## Calendário
| Dia   | Hora*       | Evento                  | Distância |
| ----- | ----------- | ----------------------- | --------- |
| 26.09 | 09:00-13:15 | Contrarrelógio M Sub-23 | 38,1 km   |
| 26.09 | 14:00-16:45 | Contrarrelógio F        | 25,1 km   |
| 27.09 | 12:30-17:00 | Contrarrelógio M        | 44,9 km   |
| 28.09 |             | Descanso                |           |
| 29.09 | 09:00-12:45 | Estrada F               | 133,7 km  |
| 29.09 | 13:30-18:05 | Estrada M Sub-23        | 171,9 km  |
| 30.09 | 10:30-17:30 | Estrada M               | 267,4 km  |

- (*) – Hora local de Alemanha (UTC+2, CEST)

## Países participantes
| África (CAC)                                                | América (COPACI) | Ásia (ACYC) | Europa (UEC) | Oceania (OCF)                          |
| ----------------------------------------------------------- | --- | --- | --- | -------------------------------------- |
| Ilhas Maurícias (-/1) · Namíbia (2/-) · África do Sul (6/2) | Argentina (6/-) · Brasil (3/4) · Canadá (6/6) · Colômbia (8/1) · El Salvador (-/1) · Estados Unidos (10/11) · México (-/2) · Venezuela (5/6) | China (3/7) · Coreia do Sul (-/1) · Irão (6/-) · Japão (3/2) · Cazaquistão (5/3) · Quirguistão (1/-) · Tailândia (-/3) · Uzbequistão (6/-) | Alemanha (16/10) · Áustria (6/6) · Azerbaijão (-/1) · Bélgica (16/8) · Bielorrússia (5/2) · Bulgária (2/-) · Croácia (8/1) · Dinamarca (5/4) · Eslováquia (8/-) · Eslovênia (9/1) · Espanha (15/10) · Estónia (4/3) · Finlândia (2/-) · França (16/9) · Grécia (-/2) · Hungria (3/-) · Irlanda (3/4) · Itália (16/14) · Letônia (4/-) · Lituânia (2/12) · Luxemburgo (6/2) · Moldávia (1/-) · Noruega (6/3) · Países Baixos (14/12) · Polónia (9/11) · Portugal (8/-) · Reino Unido (6/9) · Chéquia (6/6) · Rússia (14/11) · Sérvia (4/1) · Suécia (5/5) · Suíça (7/12) · Ucrânia (10/10) | Austrália (13/7) · Nova Zelândia (5/9) |

## Resultados

### Masculino
- Contrarrelógio

| Posto  | Ciclista          | País          | Tempo    |
| ------ | ----------------- | ------------- | -------- |
| Ouro   | Fabian Cancellara | Suíça         | 55:41,35 |
| Prata  | László Bodrogi    | Hungria       | 56:33,41 |
| Bronze | Stef Clement      | Países Baixos | 56:39,06 |

- Estrada

| Posto  | Ciclista          | País     | Tempo   |
| ------ | ----------------- | -------- | ------- |
| Ouro   | Paolo Bettini     | Itália   | 6:44:43 |
| Prata  | Alexandr Kolobnev | Rússia   | 6:44:43 |
| Bronze | Stefan Schumacher | Alemanha | 6:44:43 |

### Feminino
- Contrarrelógio

| Posto  | Ciclista          | País           | Tempo    |
| ------ | ----------------- | -------------- | -------- |
| Ouro   | Hanka Kupfernagel | Alemanha       | 34:43,79 |
| Prata  | Kristin Armstrong | Estados Unidos | 35:07,26 |
| Bronze | Christiane Soeder | Áustria        | 35:25,32 |

- Estrada

| Posto  | Ciclista          | País          | Tempo   |
| ------ | ----------------- | ------------- | ------- |
| Ouro   | Marta Bastianelli | Itália        | 3:46:34 |
| Prata  | Marianne Vos      | Países Baixos | 3:46:40 |
| Bronze | Giorgia Bronzini  | Itália        | 3:46:40 |

### Sub-23
- Contrarrelógio

| Posto  | Ciclista        | País          | Tempo    |
| ------ | --------------- | ------------- | -------- |
| Ouro   | Lars Boom       | Países Baixos | 48:57,93 |
| Prata  | Mijaíl Ignátiev | Rússia        | 49:06,99 |
| Bronze | Jérôme Coppel   | França        | 49:43,52 |

- Estrada

| Posto  | Ciclista          | País        | Tempo   |
| ------ | ----------------- | ----------- | ------- |
| Ouro   | Peter Velits      | Eslováquia  | 4:21,22 |
| Prata  | Wesley Sulzberger | Austrália   | 4:21,22 |
| Bronze | Jonathan Bellis   | Reino Unido | 4:21,22 |

## Medalheiro
| 1  | Itália         | 2 | 0 | 1 | 3  |
| 2  | Países Baixos  | 1 | 1 | 1 | 3  |
| 3  | Alemanha       | 1 | 0 | 1 | 2  |
| 4  | Eslováquia     | 1 | 0 | 0 | 1  |
| 4  | Suíça          | 1 | 0 | 0 | 1  |
| 6  | Rússia         | 0 | 2 | 0 | 2  |
| 7  | Austrália      | 0 | 1 | 0 | 1  |
| 7  | Estados Unidos | 0 | 1 | 0 | 1  |
| 7  | Hungria        | 0 | 1 | 0 | 1  |
| 10 | Áustria        | 0 | 0 | 1 | 1  |
| 10 | França         | 0 | 0 | 1 | 1  |
| 10 | Reino Unido    | 0 | 0 | 1 | 1  |
|    | TOTAL          | 6 | 6 | 6 | 18 |